# Список депутатов законодательной палаты Олий Мажлиса Узбекистана (2015—2020)
Список депутатов Законодательной палаты Олий Мажлиса Республики Узбекистан III созыва избранные в 2015 году.
| Фракция                                                 | Голоса |
| ------------------------------------------------------- | ------ |
| Фракция «Либерально-демократическая партия Узбекистана» | 52     |
| Фракция «Демократическая партия Узбекистана»            | 36     |
| Фракция «Народно-демократическая партия Узбекистана»    | 27     |
| Фракция «Социал-демократическая партия Узбекистана»     | 20     |
| Депутатская группа «Экологическое движение Узбекистана» | 15     |

## Фракция «Либерально-демократическая партия Узбекистана»
Состоит из 52 депутатов.
| Фамилия, Имя, Отчество             | Избирательный округ                                        | Участие в комитетах |
| ---------------------------------- | ---------------------------------------------------------- | --- |
| Абдукадиров Дониёр Хусанович       | 81 (Зангиатинский район, Ташкентская область)              | Комитет по законодательству и судебно-правовым вопросам (председатель)                                                            |
| Абдукадыров Абдурашид Талибжанович | 102 (Кувинский район, Ферганская область)                  | Комитет по вопросам науки, образования, культуры и спорта                                                                         |
| Артиков Бекзод Хатамович           | 64 (г. Гулистан, Сырдарьинская область)                    | Комитет по вопросам информации и коммуникационных технологий                                                                      |
| Бабашев Кутлимурат Айтмуратович    | 1 (г. Нукус, Республика Каракалпакстан)                    | Комитет по вопросам промышленности, строительства и торговли                                                                      |
| Бафаев Шухрат Гафурович            | 28 (Гиждуванский район, Бухарская область)                 | Комитет по демократическим институтам, негосударственным организациям и органам самоуправления граждан (заместитель председателя) |
| Бутаев Уткир Умирович              | 113 (Каршинский район, Кашкадарьинская область)            | Комитет по бюджету и экономическим реформам                                                                                       |
| Гофуров Ахмаджон Мамашарипович     | 16 (Пахтаабадский район, Андижанская область)              | Комитет по вопросам науки, образования, культуры и спорта                                                                         |
| Джумаев Ойбек Чариевич             | 69 (Ангорский район, Сурхандарьинская область)             | Комитет по международным делам и межпарламентским связям                                                                          |
| Джумамуратова Клара Шахназаровна   | 105 (г. Ургенч, Хорезмская область)                        | Комитет по вопросам промышленности, строительства и торговли                                                                      |
| Жамолдинова Одинахон Расуловна     | 92 (Узбекистанский район, Ферганская область)              | Комитет по вопросам науки, образования, культуры и спорта                                                                         |
| Закиров Исломжон Илхамджанович     | 101 (Ташлакский район, Ферганская область)                 | Комитет по аграрным и водохозяйственным вопросам                                                                                  |
| Исмоилов Сохибжон Ибрагимович      | 95 (Риштанский район, Ферганская область)                  | Комитет по вопросам промышленности, строительства и торговли                                                                      |
| Кабилов Рустам Раджаббоевич        | 55 (Каттакурганский район, Самаркандская область)          | Комитет по аграрным и водохозяйственным вопросам                                                                                  |
| Каримов Рахматилла Хамидиллаевич   | 132 (Яккасарайский район / Чиланзарский район, г. Ташкент) | Комитет по труду и социальным вопросам                                                                                            |
| Каримов Тулкинжон Пайзиевич        | 9 (г. Андижан, Андижанская область)                        | Комитет по вопросам обороны и безопасности                                                                                        |
| Кушербаев Расул Хидралиевич        | 88 (Янгиюльский район, Ташкентская область)                | Комитет по вопросам информации и коммуникационных технологий                                                                      |
| Матякубов Анварбек Эгамович        | 106 (Багатский район, Хорезмская область)                  | Комитет по вопросам экологии и охраны окружающей среды                                                                            |
| Мухаммадиев Мехриддин Мамадиёрович | 62 (Ургутский район, Самаркандская область)                | Комитет по вопросам обороны и безопасности                                                                                        |
| Назиркулов Атхам Ахаткулович       | 82 (Алмалыкский район, Ташкентская область)                | Комитет по труду и социальным вопросам                                                                                            |
| Насыров Джамол Шухратович          | 27 (Шафирканский район, Бухарская область)                 | Комитет по труду и социальным вопросам                                                                                            |
| Ниёзматов Бахром Бахтиёрович       | 15 (Ходжаабадский район, Андижанская область)              | Комитет по вопросам промышленности, строительства и торговли (председатель)                                                       |
| Пак Виктор Николаевич              | 84 (Уртачирчикский район, Ташкентская область)             | Комитет по международным делам и межпарламентским связям                                                                          |
| Раджапов Нодирбек Мухторович       | 31 (Зарбдарский район, Джизакская область)                 | Комитет по труду и социальным вопросам                                                                                            |
| Расулов Хамдамбек Курбоналиевич    | 68 (Шерабадский район, Сурхандарьинская область)           | Комитет по труду и социальным вопросам                                                                                            |
| Саидахметова Нилуфар Закиржоновна  | 79 (Букинский район, Ташкентская область)                  | Комитет по бюджету и экономическим реформам                                                                                       |
| Свешников Полянте Грамитонович     | 129 (Чиланзарский район / Учтепинский район, г. Ташкент)   | Комитет по вопросам промышленности, строительства и торговли                                                                      |
| Тошкулов Абдукодир Хамидович       | 70 (г. Термез, Сурхандарьинская область)                   | Комитет по законодательству и судебно-правовым вопросам                                                                           |
| Турдиев Содикжон (глава фракции)   | 12 (Шахриханский район, Андижанская область)               | Комитет по аграрным и водохозяйственным вопросам                                                                                  |
| Турсунов Муродулла Холсаидович     | 72 (Кумкурганский район, Сурхандарьинская область)         | Комитет по бюджету и экономическим реформам                                                                                       |
| Турсунов Уткир Абдугаффарович      | 37 (Хатырчинский район, Навоийская область)                | Комитет по вопросам обороны и безопасности                                                                                        |
| Тухтаева Мухаббат Абдуллаевна      | 80 (Бостанлыкский район, Ташкентская область)              | Комитет по демократическим институтам, негосударственным организациям и органам самоуправления граждан                            |
| Умаров Закир Сабирджанович         | 125 (Мирзо-Улугбекский район, г. Ташкент)                  | Комитет по международным делам и межпарламентским связям                                                                          |
| Уролова Дилфуза Джумановна         | 66 (г. Янгиер, Сырдарьинская область)                      | Комитет по законодательству и судебно-правовым вопросам                                                                           |
| Файзиева Дилором Хуснитдиновна     | 130 (Юнусабадский / Мирзо-Улугбекский район, г. Ташкент)   | Комитет по международным делам и межпарламентским связям                                                                          |
| Хакимов Рахим Расулжонович         | 48 (Чустский район, Наманганская область)                  | Комитет по вопросам обороны и безопасности                                                                                        |
| Халбутаев Эркин Эргашевич          | 29 (г. Джизак, Джизакская область)                         | Комитет по вопросам информации и коммуникационных технологий                                                                      |
| Халилова Наргиз Алихановна         | 39 (г. Наманган, Наманганская область)                     | Комитет по законодательству и судебно-правовым вопросам                                                                           |
| Хамракулов Абдуллажон Кадирович    | 14 (Мархаматский район, Андижанская область)               | Комитет по демократическим институтам, негосударственным организациям и органам самоуправления граждан                            |
| Ханиязов Зафар Базарбаевич         | 7 (Кунградский район, Республика Каракалпакстан)           | Комитет по вопросам экологии и охраны окружающей среды                                                                            |
| Ходжаева Мавлудахон Исламовна      | 90 (Бешарыкский район, Ферганская область)                 | Комитет по труду и социальным вопросам (заместитель председателя)                                                                 |
| Ходжиев Иброхим Икрамович          | 46 (Учкурганский район, Наманганская область)              | Комитет по демократическим институтам, негосударственным организациям и органам самоуправления граждан                            |
| Худоярова Гульшана Бердиназаровна  | 116 (Касанский район, Кашкадарьинская область)             | Комитет по вопросам информации и коммуникационных технологий                                                                      |
| Цветков Владислав Олегович         | 134 (Сергелийский район, г. Ташкент)                       | Комитет по законодательству и судебно-правовым вопросам                                                                           |
| Шадманов Адхам Хурсанбаевич        | 51 (г. Самарканд, Самаркандская область)                   | Комитет по бюджету и экономическим реформам (председатель)                                                                        |
| Шарафутдинов Шухрат Хурсанович     | 91 (Дангаринский район, Ферганская область)                | Комитет по вопросам информации и коммуникационных технологий                                                                      |
| Шарипов Мухаммаджон Саттарович     | 42 (Касансайский район, Наманганская область)              | Комитет по вопросам экологии и охраны окружающей среды                                                                            |
| Шукуров Элбек Хабибуллаевич        | 135 (Шайхантахурский / Алмазарский район, г. Ташкент)      | Комитет по бюджету и экономическим реформам                                                                                       |
| Эгамов Айбек Нормухаммедович       | 13 (Асакинский район, Андижанская область)                 | Комитет по труду и социальным вопросам                                                                                            |
| Эргашев Кахрамон Пайзуллаевич      | 118 (Китабский район, Кашкадарьинская область)             | Комитет по вопросам промышленности, строительства и торговли                                                                      |
| Эрназаров Комилжон Юлдашалиевич    | 65 (Сайхунабадский район, Сырдарьинская область)           | Комитет по аграрным и водохозяйственным вопросам                                                                                  |
| Эшназаров Тулкин Шералиевич        | 58 (Пастдаргомский район, Самаркандская область)           | Комитет по аграрным и водохозяйственным вопросам (председатель)                                                                   |

## Фракция «Демократическая партия Узбекистана „Миллий тикланиш“»
| Фамилия, Имя, Отчество                                             | Избирательный округ | Участие в комитетах |
| ------------------------------------------------------------------ | ------------------- | ------------------- |
| Абдижамилов Жолдасбай Зинатдинович                                 | 4                   |                     |
| Абдуллаев Илхом Заирович                                           | 131                 |                     |
| Арипов Даврон Рахимович                                            | 78                  |                     |
| Атоджонов Джумонозор Азодович                                      | 110                 |                     |
| Бекатова Зумрад Рахимбаевна                                        | 3                   |                     |
| Жалилов Авазбек Абдужаминович                                      | 20                  |                     |
| Жалилова Дилфуза Каримовна                                         | 92                  |                     |
| Жумабаев Акмалжон Адилович                                         | 10                  |                     |
| Зиё Азамат Хамид угли                                              | 126                 |                     |
| Ибрагимова Фируза Баходирхановна                                   | 22                  |                     |
| Кадыров Алишер Келдиевич                                           | 33                  |                     |
| Кулматов Шерзод Дустмуратович                                      | 67                  |                     |
| Мухаммадиев Улугбек Насриддинович                                  | 121                 |                     |
| Ниязова Джамиля Абдукадыровна                                      | 8                   |                     |
| Номозов Сиддик Каххорович                                          | 57                  |                     |
| Отамуратов Сарвар Садуллаевич (глава фракции, заместитель спикера) | 108                 |                     |
| Пардаев Азамат Кенжабоевич                                         | 56                  |                     |
| Рахимов Шерзод Абдухалилович                                       | 99                  |                     |
| Рахманов Акмал Эргашевич                                           | 45                  |                     |
| Сабиров Назир Нажметдинович                                        | 26                  |                     |
| Саидов Акмал Холматович                                            | 117                 |                     |
| Тожиев Козим Уктамович                                             | 34                  |                     |
| Туляков Элдор Собиржонович                                         | 86                  |                     |
| Тухтабаев Абдурашид Турсунович                                     | 17                  |                     |
| Тухтабаев Шухрат Абдулмахмудович                                   | 41                  |                     |
| Тухташев Шерзод Азимович                                           | 54                  |                     |
| Убайдуллаев Мирзохид Муродилович                                   | 104                 |                     |
| Умирзаков Акмалжон Ахаталиевич                                     | 95                  |                     |
| Хажиев Иноят Садуллаевич                                           | 107                 |                     |
| Хаитов Урал                                                        | 114                 |                     |
| Хамраев Алишер Шоназарович                                         | 61                  |                     |
| Хусанова Мухтабар Акбаровна                                        | 124                 |                     |
| Ширинов Джахонгир Джабборович                                      | 25                  |                     |

## Фракция «Народно-демократическая партия Узбекистана»
Состоит из 27 депутатов.
| Фамилия, Имя, Отчество                                                | Избирательный округ                                  | Участие в комитетах                                                                                    |
| --------------------------------------------------------------------- | ---------------------------------------------------- | --- |
| Акбаров Нуман Абдуазизович                                            | 93 (г. Коканд, Ферганская область)                   | Комитет по вопросам информации и коммуникационных технологий                                           |
| Акрамова Зулайхо Абдуразоковна                                        | 30 (Дустликский район, Джизакская область)           | Комитет по аграрным и водохозяйственным вопросам                                                       |
| Арзикулов Сахобиддин Жиянбоевич                                       | 52 (Булунгурский район, Самаркандская область)       | Комитет по бюджету и экономическим реформам                                                            |
| Ахмедов Ахад Амириддинович                                            | 35 (Кызылтепинский район, Навоийская область)        | Комитет по вопросам промышленности, строительства и торговли                                           |
| Камилов Рустам Туйчиевич                                              | 128 (Яшнабадский район, г. Ташкент)                  | Комитет по международным делам и межпарламентским связям                                               |
| Карамова Камила Зайдуллаевна                                          | 123 (Дехканабадский район, Сурхандарьинская область) | Комитет по вопросам обороны и безопасности                                                             |
| Кетмонов Хатамжон Абдурахманович (глава фракции, заместитель спикера) | 11 (Бозский район, Андижанская область)              | Комитет по вопросам обороны и безопасности                                                             |
| Киргизбаев Абдугаппор Каримжанович                                    | 49 (Янгикурганский район, Наманганская область)      | Комитет по вопросам науки, образования, культуры и спорта                                              |
| Мамаджанов Шухрат Муратович                                           | 127 (Аламзарский район, г. Ташкент)                  | Комитет по законодательству и судебно-правовым вопросам                                                |
| Мирзаев Кахрамон Элмуратович                                          | 74 (Денауский район, Сурхандарьинская область)       | Комитет по бюджету и экономическим реформам                                                            |
| Норбаев Турсунпулат Юсупович                                          | 71 (Джаркурганский район, Сурхандарьинская область)  | Комитет по демократическим институтам, негосударственным организациям и органам самоуправления граждан |
| Обиджонов Бахромжон Анваржонович                                      | 96 (Алтыарыкский район, Ферганская область)          | Комитет по демократическим институтам, негосударственным организациям и органам самоуправления граждан |
| Рахматов Саттор Неъматович                                            | 119 (Чиракчинский район, Кашкадарьинская область)    | Комитет по труду и социальным вопросам                                                                 |
| Рузметов Хайрулло Ибадуллаевич                                        | 111 (Шаватский район, Хорезмская область)            | Комитет по международным делам и межпарламентским связям                                               |
| Саъдуллаев Дилмурод Сафохонович                                       | 53 (Иштыханский район, Самаркандская область)        | Комитет по законодательству и судебно-правовым вопросам                                                |
| Тумишова Аксавли Молдагалиевна                                        | 36 (г. Зарафшан, Навоийская область)                 | Комитет по вопросам экологии и охраны окружающей среды                                                 |
| Тургунов Сабитхон Ташпулатович                                        | 42 (Касансайский район, Наманганская область)        | Комитет по вопросам науки, образования, культуры и спорта                                              |
| Турсунбоев Шухрат Мирайимович                                         | 83 (Паркентский район, Ташкентская область)          | Комитет по вопросам науки, образования, культуры и спорта (заместитель председателя)                   |
| Умаралиев Акмал Акбаралиевич                                          | 89 (Куйичирчикский район, Ташкентская область)       | Комитет по вопросам промышленности, строительства и торговли                                           |
| Умаров Ёкуб Дониёрович                                                | 59 (Пайарыкский район, Самаркандская область)        | Комитет по труду и социальным вопросам (председатель)                                                  |
| Умаров Фарход Бакоевич                                                | 24 (Пешкунский район, Бухарская область)             | Комитет по бюджету и экономическим реформам                                                            |
| Уринбоев Аваз Рустамович                                              | 103 (Бувайдинский район, Ферганская область)         | Комитет по законодательству и судебно-правовым вопросам                                                |
| Худайбергенов Салауатдин                                              | 5 (Ходжейлийский район, Республика Каракалпакстан)   | Комитет по вопросам экологии и охраны окружающей среды                                                 |
| Эшматова Феруза Фарходовна                                            | 120 (г. Шахрисабз, Кашкадарьинская область)          | Комитет по международным делам и межпарламентским связям                                               |
| Эшонкулов Бунёджон Махамадалиевич                                     | 98 (г. Маргилан, Ферганская область)                 | Комитет по законодательству и судебно-правовым вопросам                                                |
| Юнусова Алия Туйгуновна                                               | 77 (Ангренский район, Ташкентская область)           | Комитет по демократическим институтам, негосударственным организациям и органам самоуправления граждан |

## Фракция «Социал-демократическая партия Узбекистана „Адолат“»
Состоит из 20 депутатов.
| Фамилия, Имя, Отчество                                         | Избирательный округ                                 | Участие в комитетах                                                                                    |
| -------------------------------------------------------------- | --------------------------------------------------- | --- |
| Абдусаттаров Тулкин Сайфуллаевич                               | 32 (Галляаральский район, Джизакская область)       | Комитет по законодательству и судебно-правовым вопросам (заместитель председателя)                     |
| Бурханов Акмал Эшондедаевич                                    | 44 (Туракурганский район, Наманганская область)     | Комитет по международным делам и межпарламентским связям                                               |
| Дадаходжаева Мухаррам Эсануллаевна                             | 19 (Андижанский район, Андижанская область)         | Комитет по труду и социальным вопросам                                                                 |
| Джураев Кодир Асадович                                         | 21 (г. Бухара, Бухарская область)                   | Комитет по международным делам и межпарламентским связям                                               |
| Кошелапова Людмила Викторовна                                  | 87 (Кибрайский район, Ташкентская область)          | Комитет по демократическим институтам, негосударственным организациям и органам самоуправления граждан |
| Курбонбоев Максуд Камилович                                    | 109 (Ханкинский район, Хорезмская область)          | Комитет по бюджету и экономическим реформам                                                            |
| Маткурбанов Рашид Жолдасбаевич                                 | 6 (Чимбайский район, Республика Каракалпакстан)     | Комитет по вопросам обороны и безопасности                                                             |
| Махматмурадов Алишер Улмасович                                 | 63 (Ургутский район, Самаркандская область)         | Комитет по аграрным и водохозяйственным вопросам                                                       |
| Пирматов Джамшид Азимович                                      | 115 (Нишанский район, Кашкадарьинская область)      | Комитет по вопросам информации и коммуникационных технологий                                           |
| Полванов Шухрат Тагаймуратович                                 | 60 (г. Самарканд, Самаркандская область)            | Комитет по законодательству и судебно-правовым вопросам                                                |
| Саматов Улугбек Гаффарович                                     | 133 (Шайхантахурский район, г. Ташкент)             | Комитет по вопросам информации и коммуникационных технологий                                           |
| Сулайманов Умиджон Курбанович                                  | 97 (Куштепинский район, Ферганская область)         | Комитет по вопросам обороны и безопасности                                                             |
| Султонов Зафар Рашидович                                       | 38 (Нуратинский район, Навоийская область)          | Комитет по бюджету и экономическим реформам                                                            |
| Тангиров Даврон Хуррамович                                     | 75 (Сариасийский район, Сурхандарьинская область)   | Комитет по вопросам экологии и охраны окружающей среды                                                 |
| Умаров Нариман Маджитович (глава фракции, заместитель Спикера) | 76 (Узунский район, Сурхандарьинская область)       | Комитет по вопросам науки, образования, культуры и спорта                                              |
| Умиров Абдугани Эргашевич                                      | 123 (Дехканабадский район, Кашкадарьинская область) | Комитет по бюджету и экономическим реформам                                                            |
| Халияров Ярмамат Бердикулович                                  | 73 (Шурчинский район, Сурхандарьинская область)     | Комитет по вопросам промышленности, строительства и торговли                                           |
| Холов Уткир Шомуродович                                        | 23 (г. Бухара, Бухарская область)                   | Комитет по труду и социальным вопросам                                                                 |
| Шадманов Алишер Каюмович                                       | 18 (Избасканский район, Андижанская область)        | Комитет по вопросам науки, образования, культуры и спорта                                              |
| Якубов Шухрат Умматалиевич                                     | 40 (г. Наманган, Наманганская область)              | Комитет по аграрным и водохозяйственным вопросам                                                       |

## Депутатская группа «Экологическое движение Узбекистана»
Состоит из 15 депутатов.
Места для депутатской группы были зарезервированы перед выборами в Олий Мажлис.
| Фамилия, Имя, Отчество                                       | Округ                         | Участие в комитетах                                                                                    |
| ------------------------------------------------------------ | ----------------------------- | --- |
| Абдубакиев Сиддик Ахматжонович                               | Андижанская область           | Комитет по бюджету и экономическим реформам                                                            |
| Абдуганиев Отабек Абдухамидович                              | Сырдарьинская область         | Комитет по демократическим институтам, негосударственным организациям и органам самоуправления граждан |
| Айтжанова Нурия Джалгасбаевна                                | Республика Каракалпакстан     | Комитет по труду и социальным вопросам                                                                 |
| Алиханов Борий Батырович (глава группы, заместитель Спикера) | Исполком Центрального Кенгаша | Комитет по вопросам экологии и охраны окружающей среды (председатель)                                  |
| Джакбаров Садиржан Аминжанович                               | Ферганская область            | Комитет по аграрным и водохозяйственным вопросам (заместитель председателя)                            |
| Жуманиязов Кувондык Юлдашевич                                | Хорезмская область            | Комитет по вопросам науки, образования, культуры и спорта                                              |
| Куватов Фарходжон Мурадуллаевич                              | Навоийская область            | Комитет по вопросам экологии и охраны окружающей среды                                                 |
| Курбонов Абдурахим Эшонкулович                               | Сурхандарьинская область      | Комитет по законодательству и судебно-правовым вопросам                                                |
| Мамарахимов Ойбек Муратович                                  | Джизакская область            | Комитет по вопросам обороны и безопасности                                                             |
| Мухтаров Нодиржон Илхомжанович                               | Наманганская область          | Комитет по вопросам науки, образования, культуры и спорта                                              |
| Насыров Кабил Эркинович                                      | г. Ташкент                    | Комитет по международным делам и межпарламентским связям                                               |
| Самойлов Сергей Владимирович                                 | Ташкентская область           | Комитет по вопросам экологии и охраны окружающей среды                                                 |
| Турсунов Сабит Ахмадович                                     | Самаркандская область         | Комитет по вопросам промышленности, строительства и торговли                                           |
| Холбоев Фахриддин Рахмонкулович                              | Бухарская область             | Комитет по вопросам информации и коммуникационных технологий                                           |
| Хушвактов Ислам Норташович                                   | Кашкадарьинская область       | Комитет по вопросам экологии и охраны окружающей среды                                                 |